# Tàu điện khổ hẹp Busan–Gimhae
Tàu điện hạng nhẹ Busan–Gimhae là một hệ thống light metro nằm giữa thành phố Busan và Gimhae ở Hàn Quốc. Tuyến có độ dài 23,9 kilômét (14,9 mi) với 21 nhà ga, được thiết kế phục vụ cho 176.000 hành khách mỗi ngày. Tuyến mở cửa vào 9 tháng 9 năm 2011.
Công trình xây dựng tuyến được bắt đầu vào tháng 2 năm 2006, và sau nhiều lần trì hoãn, nó được lên kế hoạch mở cửa vào 29 tháng 7 năm 2011; tuy nhiên, việc mở cửa đã bị trì hoãn vô thời hạn do vấn đề giảm thiểu tiếng ồn. Tuyến cuối cùng đã được mở cửa vào 9 tháng 9 năm 2011 với một tuần phục vụ miễn phí; dịch vụ thu phí bắt đầu từ 17 tháng 9 năm 2011.

## Công nghệ

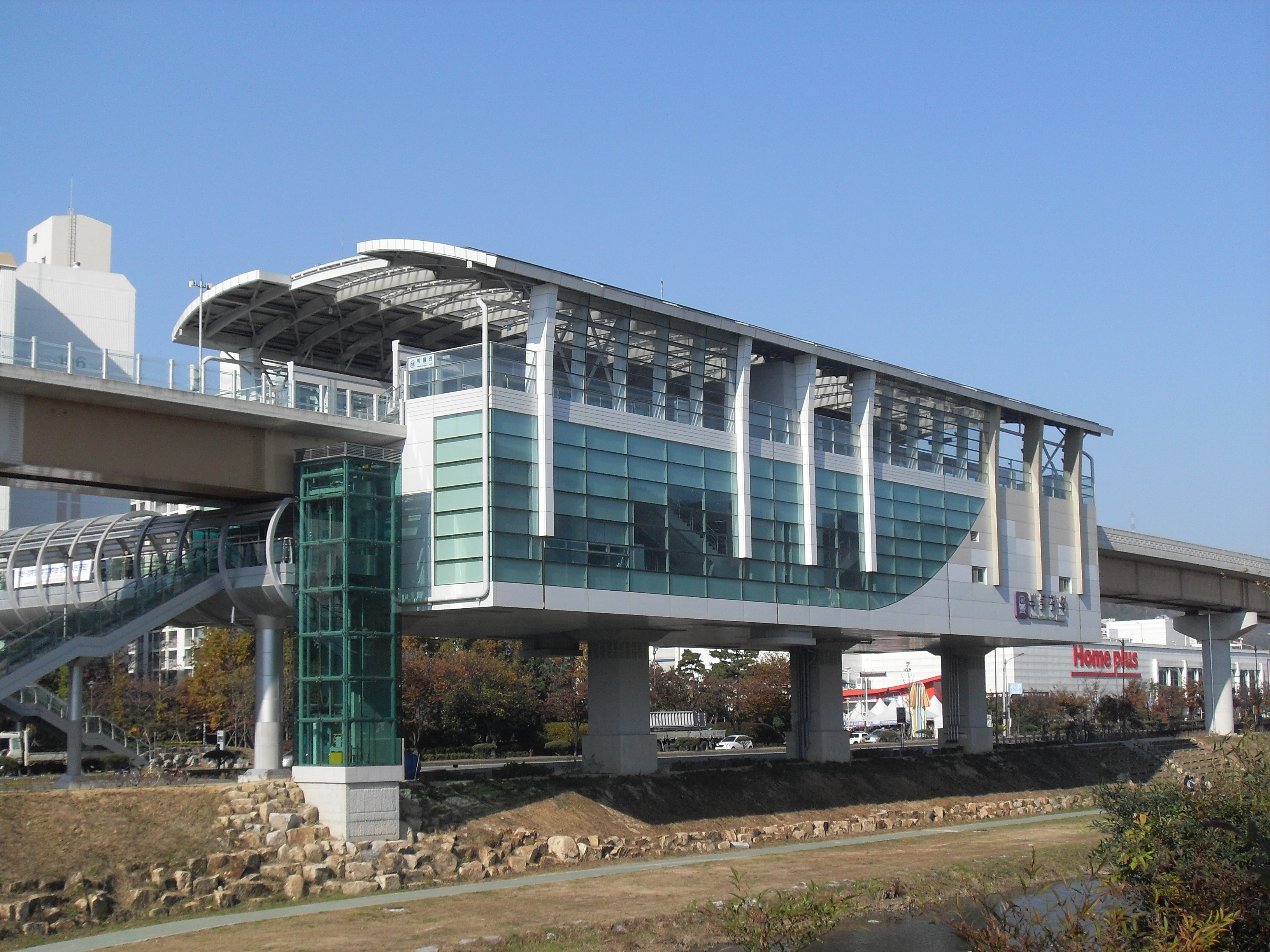
Ga bảo tàng quốc gia Gimhae.

Tuyến này liên doanh giữa POSCO và Hyundai Rotem, với ngân sách 9,738 tỉ won.  Tuyến này vận hành không người lái và sử dụng khổ tiêu chuẩn.

## Đầu tàu
Tuyến sử dụng đầu tàu chuyên dụng gồm 2 đầu chế tạo bởi Rotem, thành viên của Hyundai Motor Group.

## Ga
| Số ga | Tên ga                                                               | Tên ga                            | Tên ga                 | Chuyển tuyến | Khoảng cách | Tổng khoảng cách | Vị trí           | Vị trí     |
| Số ga | Tiếng Anh                                                            | Hangul                            | Hanja                  | Chuyển tuyến | Khoảng cách | Tổng khoảng cách | Vị trí           | Vị trí     |
| ----- | -------------------------------------------------------------------- | --------------------------------- | ---------------------- | ------------ | ----------- | ---------------- | ---------------- | ---------- |
| 1     | Sasang (Bến xe bus Seobu)                                            | 사상(서부터미널)                  | 沙上(西部터미널)       |              | ---         | 0.0              | Busan            | Sasang-gu  |
| 2     | Gwaebeop Renecite (Công viên Gangbyeon)                              | 괘법르네시떼(강변공원)            | 掛法르네시떼(江邊公園) |              | 0.6         | 0.6              | Busan            | Sasang-gu  |
| 3     | Seobusan Yutongjigu (Geumho Town·Air Busan)                          | 서부산유통지구(금호마을·에어부산) |                        |              | 2.2         | 2.8              | Busan            | Gangseo-gu |
| 4     | Sân bay Quốc tế Gimhae                                               | 공항                              | 空港                   |              | 0.9         | 3.7              | Busan            | Gangseo-gu |
| 5     | Deokdu                                                               | 덕두                              | 德斗                   |              | 1.7         | 5.4              | Busan            | Gangseo-gu |
| 6     | Deunggu                                                              | 등구                              | 登龜                   |              | 1.7         | 7.1              | Busan            | Gangseo-gu |
| 7     | Daejeo                                                               | 대저                              | 大渚                   |              | 1.7         | 7.8              | Busan            | Gangseo-gu |
| 8     | Pyeonggang                                                           | 평강                              | 平江                   |              | 0.8         | 8.6              | Busan            | Gangseo-gu |
| 9     | Daesa                                                                | 대사                              | 大沙                   |              | 1.1         | 9.7              | Busan            | Gangseo-gu |
| 10    | Buram                                                                | 불암                              | 佛岩                   |              | 1.0         | 10.7             | Gyeongsangnam-do | Gimhae-si  |
| 11    | Jinae                                                                | 지내                              | 池內                   |              | 0.5         | 12.2             | Gyeongsangnam-do | Gimhae-si  |
| 12    | Cao đẳng Gimhae (Andong)                                             | 김해대학(안동)                    | 金海大學(安洞)         |              | 0.7         | 12.9             | Gyeongsangnam-do | Gimhae-si  |
| 13    | Đại học Inje (Hwalcheon)                                             | 인제대(활천)                      | 仁濟大(活川)           |              | 1.8         | 14.7             | Gyeongsangnam-do | Gimhae-si  |
| 14    | Tòa thị chính Gimhae                                                 | 김해시청                          | 金海市廳               |              | 1.1         | 15.8             | Gyeongsangnam-do | Gimhae-si  |
| 15    | Buwon (I-Square Mall)                                                | 부원(아이스퀘어몰)                | 府院                   |              | 1.5         | 17.3             | Gyeongsangnam-do | Gimhae-si  |
| 16    | Bonghwang (Bến xe bus Gimhae)                                        | 봉황(김해여객터미널)              | 鳳凰(金海旅客터미널)   |              | 0.8         | 18.1             | Gyeongsangnam-do | Gimhae-si  |
| 17    | Lăng mộ hoàng gia của vua Suro (Trung tâm sức khoẻ cộng đồng Gimhae) | 수로왕릉(김해보건소)              | 首露王陵(金海保健所)   |              | 0.5         | 18.6             | Gyeongsangnam-do | Gimhae-si  |
| 18    | Bảo tàng quốc gia Gimhae                                             | 박물관                            | 博物館                 |              | 0.6         | 20.2             | Gyeongsangnam-do | Gimhae-si  |
| 19    | Công viên Yeonji                                                     | 연지공원                          | 蓮池公園               |              | 1.0         | 21.2             | Gyeongsangnam-do | Gimhae-si  |
| 20    | Đại học Presbyterian (Hwajeong)                                      | 장신대(화정)                      | 長神大(花亭)           |              | 1.5         | 22.7             | Gyeongsangnam-do | Gimhae-si  |
| 21    | Đại học Kaya (Samgyae)                                               | 가야대(삼계)                      | 加耶大(三溪)           |              | 0.7         | 23.4             | Gyeongsangnam-do | Gimhae-si  |

## Liên kết
- Trang chủ Busan-Gimhae Light Rail Transit Co. Ltd. Lưu trữ ngày 4 tháng 2 năm 2016 tại Wayback Machine